# 江起元
江起元（1610年4月12日—1647年），號泰鄰，山東兗州府曹州曹縣人，清朝政治人物。

## 生平
江起元少年有神童稱譽，長大後擅長文章，天啟四年（1624年）中舉人。
明亡仕清，順治三年（1646年）成進士，先在兵部觀政，後獲授容城知縣，當時八旗士兵在容城圈地，他哭著對人們說：「你們失業良苦，不致流離播遷者要找我倚靠，我怎麼會當有胸無心者啊？」因此細心撫循，把地方錯雜牧馬屯田中不便人民者罷去，不久調新化知縣，但未就任就在路途被盜賊殺害。

## 家族
曾祖江植，廩生；祖父江鯨，壽官；父江宗望，貢士。

## 引用
1. 1 2  光緒《曹縣志·卷十一·選舉志》：進士……國朝……江起元 字貞起，號泰鄰，少負神童之目，長擅文章之譽，順治三年丙戌傅以漸榜，授直隸容城知縣
2. 1 2  《順治三年丙戌科進士三代履歷》：江起元，曾祖植，廩生；祖鯨，壽官；父宗望，貢士。泰鄰，書一房，庚戌三月十九日生，曹縣人，鄉試甲子十名，會試□□五□□□【名】，□【三】甲一百二十六名，兵部觀政，授北直容城知縣，丁亥調湖廣新化知縣。
3. ↑  光緒《保定府志·卷四十九·列傳三 職官三》：江起元，曹縣進士，令容城時圈田之令切，初泣謂民曰：「爾失業良苦，所不致流離播遷者，惟余是倚，余甯有胸無心者耶？」於是篤志撫循，凡上官檄至有不便民者一切報罷，至丈量地畝、陂陀藪澤、荒邱斷壟悉與豁除，浹歲調繁去。 舊志
4. ↑  光緒《容城縣志·卷五·秩官志》：江起元 山東曹縣人，嘗參幕府軍負重望，初抵容值牧馬屯田諸事紛挐，公於不便民者一切報罷，至丈量地畝、陂陀藪澤、荒坵斷壟悉與豁除，浹歲調繁去，萑苻劫之遇害。